# RTL Club

Voormalig logo

RTL Club (tot 28 maart 2023 Club RTL) is de tweede televisiezender van RTL Belgique die zich op Franstalig België richt. De zender startte in 1995 en werkte met een Luxemburgse uitzendlicentie. Deze zender richt zich op Franstalig Brussel en Wallonië. RTL Club zendt uit via de kabel, alsmede via Belgacom TV en tot 2023 ook in Luxemburg via de digitale ether (DVB-T), maar deze uitzending is in 2023 gestopt na de overname door DPG Media en Rossel in 2023.  Ook wordt RTL Club via satelliet uitgezonden via TeleSat en TV Vlaanderen.
Dankzij de overname eind maart 2022 kwam de zender in handen van DPG Media en Groupe Rossel waarmee de betrokkenheid van RTL Group werd beëindigd.
Tot 28 maart 2023 heette de zender Club RTL maar de naam werd gewijzigd om de nadruk te leggen op het merk RTL.

## Programma's
RTL Club is een televisiezender gericht op de Franstalig Belgische jeugd. Alle dagen in de ochtend komen er kinderprogramma's voorbij, in de middag zendt RTL Club onder de naam Kids Club uit, een uitzending met Disney-tekenfilms en diverse heropgenomen Studio 100 programma's onder de naam Plopsa.
RTL Club zendt ook vaak live voetbalwedstrijden uit, onder de noemer RTL Sport. Eveneens verspreidt Club RTL talrijke uitzendingen van de Franse televisiezender M6, zoals tels que Caméra Café en Kaamelott. In verband met de Luxemburgse uitzendlicentie zendt Club RTL dagelijks het Luxemburgse journaal RTL De Journal uit om 05.00 uur.

## Tijdlijn Franstalig Belgische televisiekanalen
Lijst van televisiekanalen in Franstalig België